# Lago Pedder
El lago Pedder es un  lago natural, ahora represado, ubicado en el suroeste de Tasmania, Australia.
Un lago artificial y la desviación de algunos ríos se formaron cuando el lago original fue inundado por represamiento en 1972 por las hidroeléctricas de la Comisión. El nuevo lago Pedder tiene una superficie de alrededor de 242 km² y es considerado el mayor lago de agua dulce en Australia. Desde el punto de referencia de los oponentes de la represa del lago original debe ser conocido como el embalse Huon-Serpentina.
El lago se encuentra ubicado en el parque nacional del Suroeste, lo que le confiere un importante valor biogeográfico y natural.